# 四羊首瓿
四羊首瓿，是一件周身盛饰多种花纹的商朝青铜器，藏于上海博物馆，出土信息不详。

## 特点
四羊首瓿高38.8厘米、腹径404厘米、口径31.6厘米。器腹与圈足铸有四道扉棱，肩上有四个高浮雕羊头，羊角弯曲，双目突出醒目。羊首经两次铸造法，先铸成瓿的主体，在肩上相应地留出孔道，随后在孔道上再搭陶范铸成羊首。羊首两边各饰一角、一足、张口、尾上卷的龙纹；中部以起棱的凤鸟为间隔。器物上腹部还有火焰纹。在斜方格的雷纹底子上，突出乳钉纹。器物高圈足上则装饰有三组兽面纹。根据马承源分析，凡礼器饰乳钉纹的均为食器，因此判断此为食器。

## 经手
1951年6月至1954年10月，禹贡在经营活动中，上海博物馆收购了商朝四羊首瓿、西周晚期龙纹大钟、战国重环谷粒纹玉壁、西汉鸟兽云纹剑、东汉群神镜、唐越畜海棠式大碗、唐拨镂鸟兽花卉象牙尺、南宋龙泉窑梅子青鬲式炉等11件珍贵文物。

## 图库

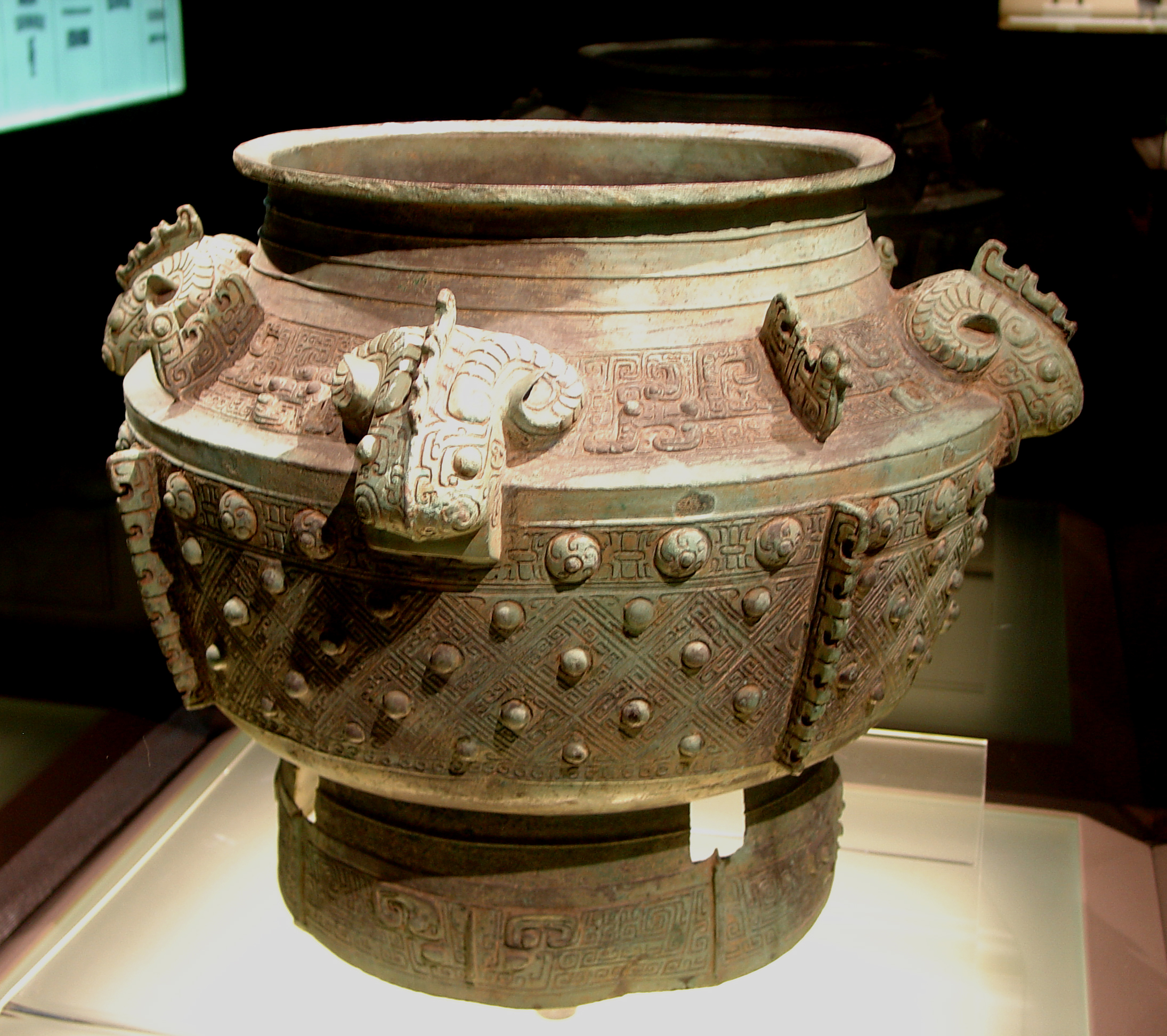
四羊首瓿
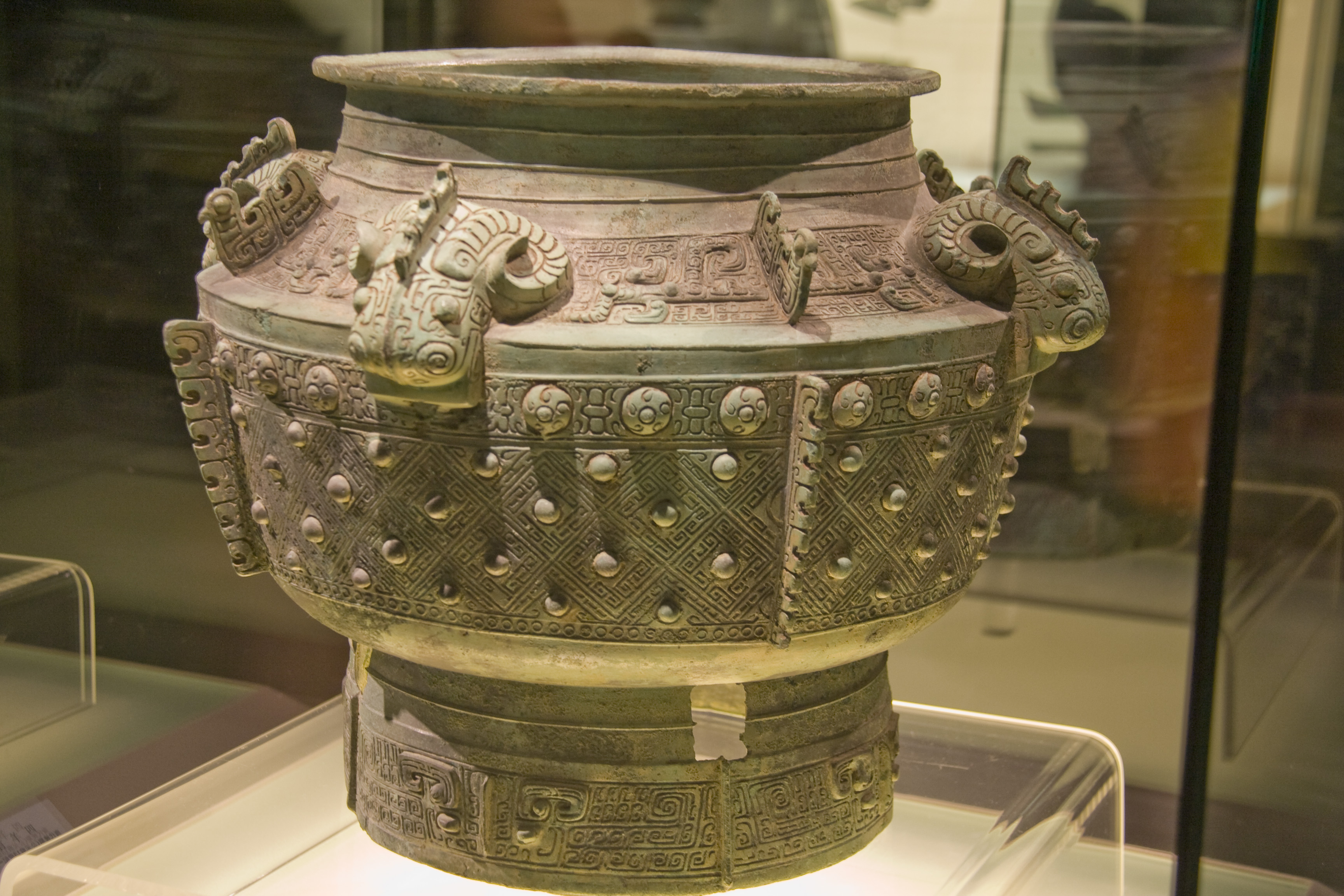
四羊首瓿
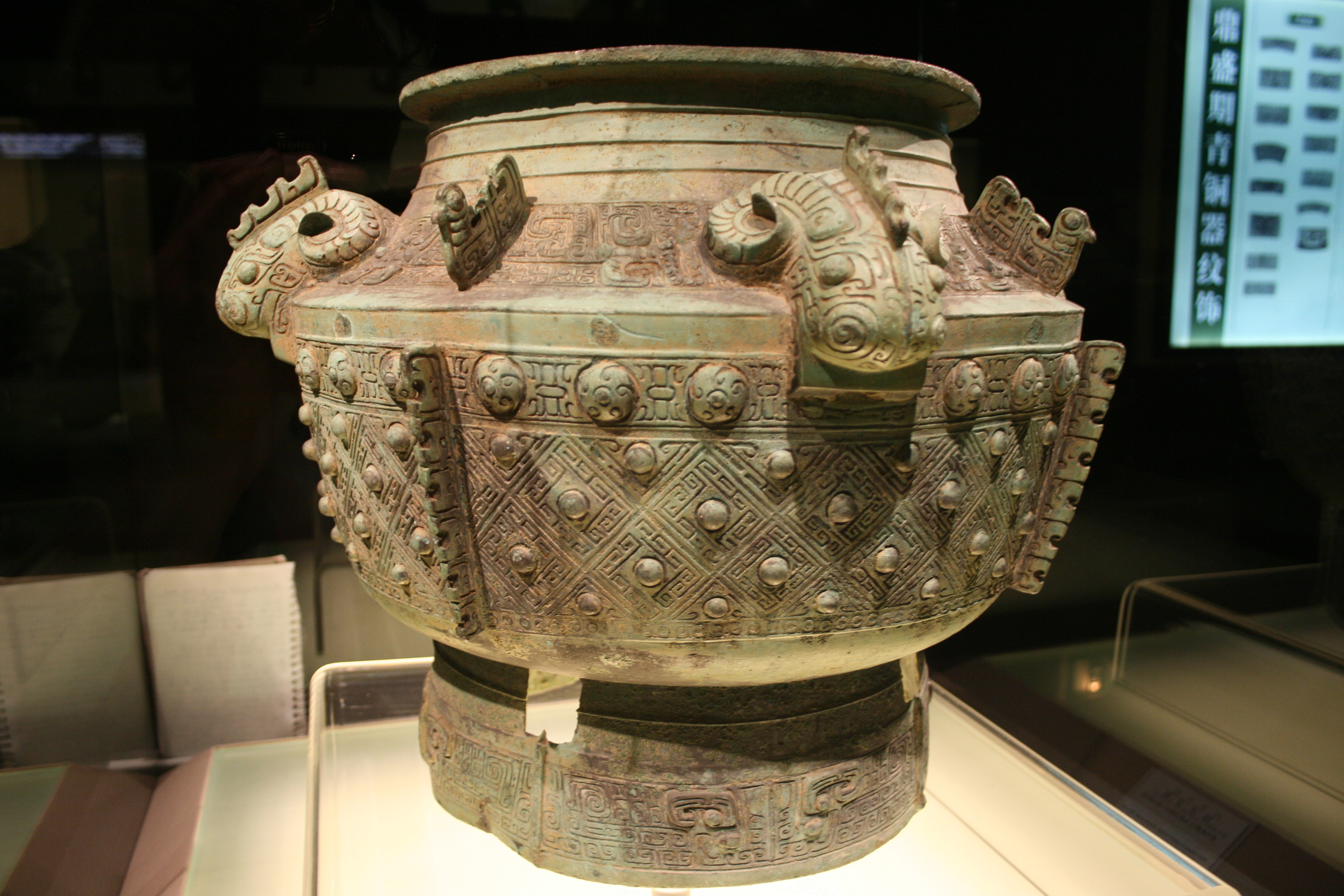
四羊首瓿
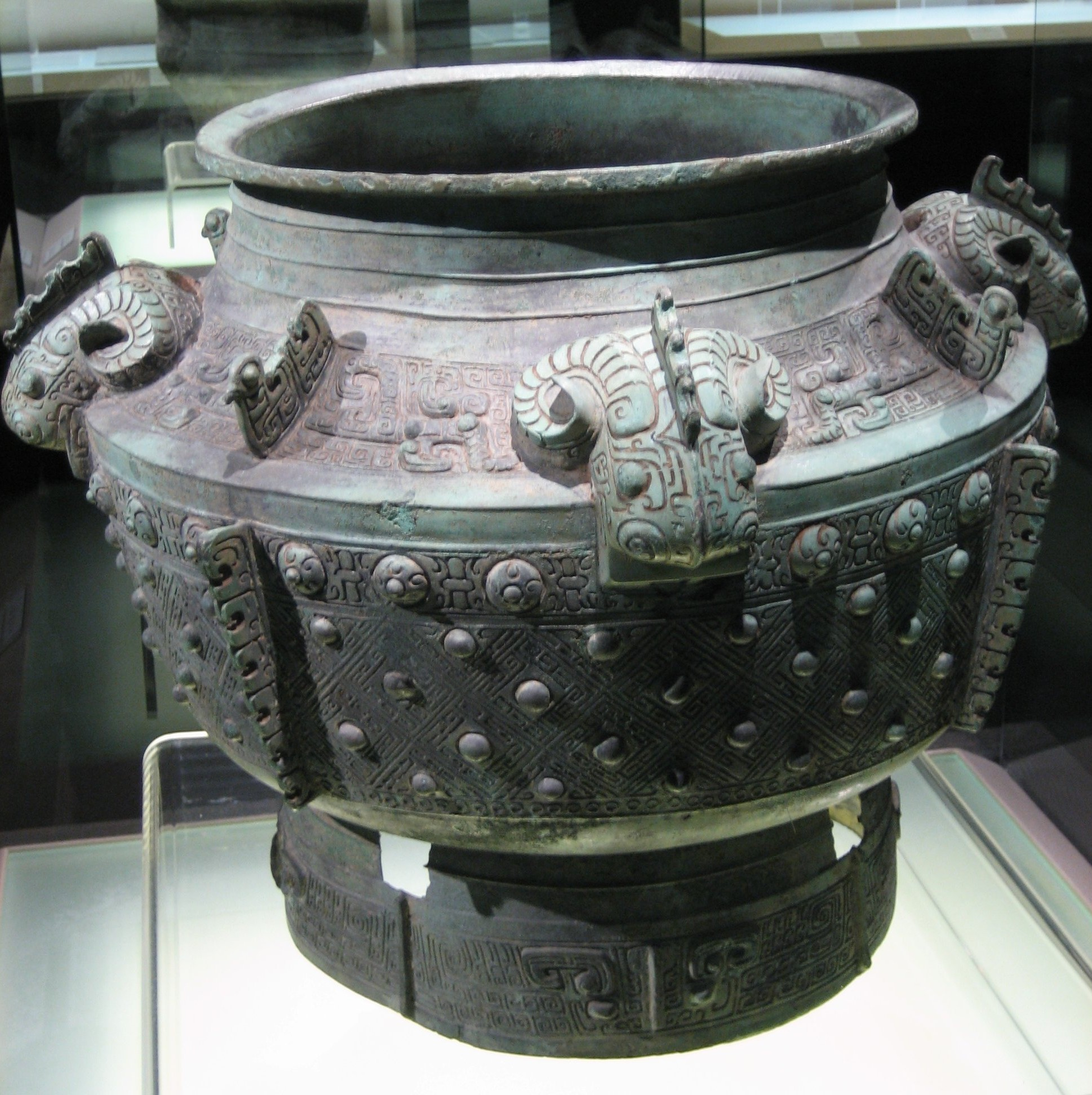
细节照

## 其他
- 三羊首瓿，藏于故宫博物院